# La Flèche Wallonne 2011
75. edycja wyścigu kolarskiego La Flèche Wallonne odbyła się w dniu 20 kwietnia 2011 roku i liczyła 201 km. Start wyścigu miał miejsce w Charleroi, a meta w Mur de Huy. Wyścig figurował w rankingu światowym UCI World Tour 2011.
Zwyciężył Belg Philippe Gilbert z grupy Omega Pharma-Lotto, drugi był Hiszpan Joaquim Rodríguez, a trzeci jego rodak Samuel Sánchez.
W wyścigu startowali polscy zawodnicy: Michał Gołaś z Vacansoleil-DCM, Maciej Paterski z Liquigas-Cannondale i Rafał Majka z Saxo Bank Sungard. Wszyscy ukończyli klasyk, plasując się na miejscach końcowych w wyścigu.

## Uczestnicy
Na starcie wyścigu stanęły 25 ekipy. Wśród nich znalazło się wszystkie osiemnaście ekip UCI World Tour 2011 oraz siedem innych zaproszonych przez organizatorów. 
Lista drużyn uczestniczących w wyścigu:
| Numery  | Kod | Drużyna                 |
| ------- | --- | ----------------------- |
| 1-8     | BMC | BMC Racing Team         |
| 11-18   | KAT | Team Katusha            |
| 21-28   | SBS | Saxo Bank Sungard       |
| 31-38   | RSH | Team RadioShack         |
| 41-48   | THR | HTC - Highroad          |
| 51-58   | RAB | Rabobank                |
| 61-68   | GRM | Garmin-Cervelo          |
| 71-78   | LEO | Team Leopard-Trek       |
| 81-88   | LAM | Lampre ISD              |
| 91-98   | MOV | Team Movistar           |
| 101-108 | QST | Quick Step Cicling Team |
| 111-118 | SKY | Procycling Sky          |
| 121-128 | OLO | Omega Pharma-Lotto      |

| Numery  | Kod | Drużyna                      |
| ------- | --- | ---------------------------- |
| 131-138 | LIQ | Liquigas-Cannondale          |
| 141-148 | EUS | Euskaltel-Euskadi            |
| 151-158 | ALM | AG2R-La Mondiale             |
| 161-168 | VCD | Vacansoleil-DCM              |
| 171-178 | AST | Pro Team Astana              |
| 181-188 | COF | Cofidis                      |
| 191-198 | SKS | Skil-Shimano                 |
| 201-208 | FDJ | FDJ                          |
| 211-218 | LAN | Landbouwkrediet              |
| 221-228 | SAU | Saur-Sojasun                 |
| 231-238 | VRW | Verandas Willems-Accent      |
| 241-248 | TPV | Topsport Vlaanderen-Mercator |

## Klasyfikacja generalna
| M-ce | Imię i nazwisko      | Kraj       | Drużyna             | Czas       |
| ---- | -------------------- | ---------- | ------------------- | ---------- |
| 1.   | Philippe Gilbert     | Belgia     | Omega Pharma-Lotto  | 4h 54' 57" |
| 2.   | Joaquim Rodríguez    | Hiszpania  | Team Katusha        | + 03"      |
| 3.   | Samuel Sánchez       | Hiszpania  | Euskaltel-Euskadi   | + 05"      |
| 4.   | Aleksander Winokurow | Kazachstan | Pro Team Astana     | + 06"      |
| 5.   | Igor Antón           | Hiszpania  | Euskaltel-Euskadi   | + 06"      |
| 6.   | Jelle Vanendert      | Belgia     | Omega Pharma-Lotto  | + 06"      |
| 7.   | Fränk Schleck        | Luksemburg | Team Leopard-Trek   | + 06"      |
| 8.   | Daniel Moreno        | Hiszpania  | Team Katusha        | + 09"      |
| 9.   | Christophe Le Mével  | Francja    | Team Garmin-Cervelo | + 12"      |
| 10.  | Paul Martens         | Niemcy     | Rabobank            | + 12"      |